# Viola micranthella
Viola micranthella là một loài thực vật có hoa trong họ Hoa tím. Loài này được Wedd. miêu tả khoa học đầu tiên năm 1864.